# حركة المسار الوطني الإسلامي
حركة المسار الوطني الإسلامي هو حزب سياسي إسلامي وطني فلسطيني تأسس في 13 أغسطس 1995، يتكون برنامجه السياسي من إقامة الدولة الإسلامية التي تطبق الشريعة القرآنية بطريقة حضارية قانونية هادئة والجهاد والنضال بالوسائل المتاحة المروعة بالوسائل المتاحة المشروعة لتحقيق أماني وآمال الشعب العربي الفلسطيني في حقوقه المشروعة في العودة والدولة والاستقلال.